# Canton de Haute-Ariège
Le canton de Haute-Ariège est une circonscription électorale française du département de l'Ariège, créée par le décret du 18 février 2014 et entrée en vigueur lors des élections départementales de 2015.

## Histoire
Un nouveau découpage territorial des Ariège entre en vigueur en mars 2015, défini par le décret du 18 février 2014, en application des lois du 17 mai 2013 (loi organique 2013-402 et loi 2013-403). Les conseillers départementaux sont, à compter de ces élections, élus au scrutin majoritaire binominal mixte. Les électeurs de chaque canton élisent au Conseil départemental, nouvelle appellation du Conseil général, deux membres de sexe différent, qui se présentent en binôme de candidats. Les conseillers départementaux sont élus pour 6 ans au scrutin binominal majoritaire à deux tours, l'accès au second tour nécessitant 12,5 % des inscrits au 1er tour. En outre la totalité des conseillers départementaux est renouvelée. Ce nouveau mode de scrutin nécessite un redécoupage des cantons dont le nombre est divisé par deux avec arrondi à l'unité impaire supérieure si ce nombre n'est pas entier impair, assorti de conditions de seuils minimaux. En Ariège, le nombre de cantons passe ainsi de 22 à 13. Le canton de Haute-Ariège fait partie des 12 nouveaux cantons du département, le canton de Mirepoix gardant la même dénomination, mais avec des limites territoriales différentes.

## Représentation
| Période élective | Période élective | Mandat | Mandat   | Identité          | Nuance | Nuance | Qualité |
| ---------------- | ---------------- | ------ | -------- | ----------------- | ------ | ------ | --- |
| 2015             | 2021             | 2015   | 2021     | Alain Naudy       |        | PS     | Professeur des écoles Maire d'Orlu (1995 → ) Président de la Communauté de communes des Vallées d'Ax (2014 → ) Vice-président du conseil départemental de l'Ariège (2015 → ) |
| 2015             | 2021             | 2015   | 2021     | Karine Orus Dulac |        | PS     | Ingénieur des rivières Maire de Sinsat (2001 → 2019) puis d'Aulos-Sinsat (2019-2020) Vice-présidente de la Communauté de communes des Vallées d'Ax (2014 → 2020)             |
| 2021             | 2028             | 2021   | en cours | Nathalie Canal    |        | PS     | conseillère municipale d'Aston |
| 2021             | 2028             | 2021   | en cours | Alain Naudy       |        | PS     | Maire d'Orlu, 2ème Vice-Président du conseil départemental (Infrastructures)                                                                                                 |

### Résultats détaillés

#### Élections de mars 2015
À l'issue du 1er tour des élections départementales de 2015, deux binômes sont en ballottage : Alain Naudy et Karine Orus Dulac (PS, 43,99 %) et Daniel Geraud et Eliane Sibra (DVG, 23,19 %). Le taux de participation est de 64,19 % (3 753 votants sur 5 847 inscrits) contre 55,65 % au niveau départementalet 50,17 % au niveau national.
Au second tour, Alain Naudy et Karine Orus Dulac (PS) sont élus avec 58,21 % des suffrages exprimés et un taux de participation de 63,38 % (1 947 voix pour 3 705 votants et 5 846 inscrits).

#### Élections de juin 2021
Le premier tour des élections départementales de 2021 est marqué par un très faible taux de participation (33,26 % au niveau national). Dans le canton de Haute-Ariège, ce taux de participation est de 53,93 % (3 148 votants sur 5 837 inscrits) contre 42,44 % au niveau départemental. À l'issue de ce premier tour, deux binômes sont en ballottage : Nathalie Canal et Alain Naudy (PS, 48,71 %) et Arnaud Diaz et Malika Kourdoughli (DVC, 32,32 %).
Le second tour des élections est marqué une nouvelle fois par une abstention massive équivalente au premier tour. Les taux de participation sont de 34,3 % au niveau national, 43,46 % dans le département et 56,05 % dans le canton de Haute-Ariège. Nathalie Canal et Alain Naudy (PS) sont élus avec 56,59 % des suffrages exprimés (1 697 voix pour 3 255 votants et 5 807 inscrits),,.

## Composition
Le canton de Haute-Ariège comprenait 48 communes entières à sa création.
À la suite de la fusion, au 1er janvier 2019, de Aulos et de Sinsat pour former la commune nouvelle de Aulos-Sinsat, le nombre de communes du canton est réduit à 47.
| Nom                                    | Code Insee | Intercommunalité       | Superficie (km2) | Population (dernière pop. légale) | Densité (hab./km2) | Modifier                                    |
| -------------------------------------- | ---------- | ---------------------- | ---------------- | --------------------------------- | ------------------ | ------------------------------------------- |
| Ax-les-Thermes (bureau centralisateur) | 09032      | CC de la Haute-Ariège  | 30,26            | 1 277 (2022)                      | 42                 | modifier les données · modifier les données |
| Albiès                                 | 09004      | CC de la Haute-Ariège  | 7,69             | 122 (2022)                        | 16                 | modifier les données · modifier les données |
| Appy                                   | 09012      | CC de la Haute-Ariège  | 6,10             | 28 (2022)                         | 4,6                | modifier les données · modifier les données |
| Artigues                               | 09020      | CC de la Haute-Ariège  | 12,43            | 32 (2022)                         | 2,6                | modifier les données · modifier les données |
| Ascou                                  | 09023      | CC de la Haute-Ariège  | 35,59            | 115 (2022)                        | 3,2                | modifier les données · modifier les données |
| Aston                                  | 09024      | CC de la Haute-Ariège  | 153,80           | 193 (2022)                        | 1,3                | modifier les données · modifier les données |
| Aulos-Sinsat                           | 09296      | CC de la Haute-Ariège  | 5,05             | 157 (2022)                        | 31                 | modifier les données · modifier les données |
| Axiat                                  | 09031      | CC de la Haute-Ariège  | 9,54             | 39 (2022)                         | 4,1                | modifier les données · modifier les données |
| Bestiac                                | 09053      | CC de la Haute-Ariège  | 6,57             | 30 (2022)                         | 4,6                | modifier les données · modifier les données |
| Bouan                                  | 09064      | CC de la Haute-Ariège  | 3,44             | 41 (2022)                         | 12                 | modifier les données · modifier les données |
| Les Cabannes                           | 09070      | CC de la Haute-Ariège  | 0,87             | 330 (2022)                        | 379                | modifier les données · modifier les données |
| Carcanières                            | 09078      | CC de la Haute-Ariège  | 6,50             | 71 (2022)                         | 11                 | modifier les données · modifier les données |
| Caussou                                | 09087      | CC de la Haute-Ariège  | 15,83            | 47 (2022)                         | 3,0                | modifier les données · modifier les données |
| Caychax-et-Senconac                    | 09088      | CC de la Haute-Ariège  | 10,33            | 20 (2022)                         | 1,9                | modifier les données · modifier les données |
| Château-Verdun                         | 09096      | CC de la Haute-Ariège  | 0,79             | 41 (2022)                         | 52                 | modifier les données · modifier les données |
| Garanou                                | 09131      | CC de la Haute-Ariège  | 3,01             | 146 (2022)                        | 49                 | modifier les données · modifier les données |
| L'Hospitalet-près-l'Andorre            | 09139      | CC de la Haute-Ariège  | 26,12            | 95 (2022)                         | 3,6                | modifier les données · modifier les données |
| Ignaux                                 | 09140      | CC de la Haute-Ariège  | 5,49             | 126 (2022)                        | 23                 | modifier les données · modifier les données |
| Larcat                                 | 09155      | CC de la Haute-Ariège  | 9,31             | 49 (2022)                         | 5,3                | modifier les données · modifier les données |
| Larnat                                 | 09156      | CC de la Haute-Ariège  | 5,60             | 19 (2022)                         | 3,4                | modifier les données · modifier les données |
| Lassur                                 | 09159      | CC de la Haute-Ariège  | 11,99            | 84 (2022)                         | 7,0                | modifier les données · modifier les données |
| Lordat                                 | 09171      | CC de la Haute-Ariège  | 7,37             | 63 (2022)                         | 8,5                | modifier les données · modifier les données |
| Luzenac                                | 09176      | CC de la Haute-Ariège  | 26,43            | 514 (2022)                        | 19                 | modifier les données · modifier les données |
| Mérens-les-Vals                        | 09189      | CC de la Haute-Ariège  | 80,12            | 168 (2022)                        | 2,1                | modifier les données · modifier les données |
| Mijanès                                | 09193      | CC de la Haute-Ariège  | 39,95            | 58 (2022)                         | 1,5                | modifier les données · modifier les données |
| Montaillou                             | 09197      | CC de la Haute-Ariège  | 8,61             | 17 (2022)                         | 2,0                | modifier les données · modifier les données |
| Orgeix                                 | 09218      | CC de la Haute-Ariège  | 18,39            | 101 (2022)                        | 5,5                | modifier les données · modifier les données |
| Orlu                                   | 09220      | CC de la Haute-Ariège  | 70,79            | 160 (2022)                        | 2,3                | modifier les données · modifier les données |
| Ornolac-Ussat-les-Bains                | 09221      | CC du Pays de Tarascon | 11,99            | 248 (2022)                        | 21                 | modifier les données · modifier les données |
| Pech                                   | 09226      | CC de la Haute-Ariège  | 4,81             | 37 (2022)                         | 7,7                | modifier les données · modifier les données |
| Perles-et-Castelet                     | 09228      | CC de la Haute-Ariège  | 17,77            | 219 (2022)                        | 12                 | modifier les données · modifier les données |
| Le Pla                                 | 09230      | CC de la Haute-Ariège  | 12,97            | 61 (2022)                         | 4,7                | modifier les données · modifier les données |
| Prades                                 | 09232      | CC de la Haute-Ariège  | 28,97            | 46 (2022)                         | 1,6                | modifier les données · modifier les données |
| Le Puch                                | 09237      | CC de la Haute-Ariège  | 2,89             | 28 (2022)                         | 9,7                | modifier les données · modifier les données |
| Quérigut                               | 09239      | CC de la Haute-Ariège  | 36,40            | 137 (2022)                        | 3,8                | modifier les données · modifier les données |
| Rouze                                  | 09252      | CC de la Haute-Ariège  | 9,51             | 85 (2022)                         | 8,9                | modifier les données · modifier les données |
| Savignac-les-Ormeaux                   | 09283      | CC de la Haute-Ariège  | 28,31            | 397 (2022)                        | 14                 | modifier les données · modifier les données |
| Sorgeat                                | 09298      | CC de la Haute-Ariège  | 18,92            | 90 (2022)                         | 4,8                | modifier les données · modifier les données |
| Tignac                                 | 09311      | CC de la Haute-Ariège  | 3,53             | 20 (2022)                         | 5,7                | modifier les données · modifier les données |
| Unac                                   | 09318      | CC de la Haute-Ariège  | 2,65             | 127 (2022)                        | 48                 | modifier les données · modifier les données |
| Urs                                    | 09320      | CC de la Haute-Ariège  | 0,91             | 27 (2022)                         | 30                 | modifier les données · modifier les données |
| Ussat                                  | 09321      | CC du Pays de Tarascon | 4,40             | 308 (2022)                        | 70                 | modifier les données · modifier les données |
| Vaychis                                | 09325      | CC de la Haute-Ariège  | 4,49             | 35 (2022)                         | 7,8                | modifier les données · modifier les données |
| Vèbre                                  | 09326      | CC de la Haute-Ariège  | 5,19             | 115 (2022)                        | 22                 | modifier les données · modifier les données |
| Verdun                                 | 09328      | CC de la Haute-Ariège  | 11,71            | 208 (2022)                        | 18                 | modifier les données · modifier les données |
| Vernaux                                | 09330      | CC de la Haute-Ariège  | 6,06             | 34 (2022)                         | 5,6                | modifier les données · modifier les données |
| Canton de Haute-Ariège                 | 0901       |                        | 829,45           | 6 365 (2022)                      | 7,7                | modifier les données                        |

## Démographie
En 2022, le canton comptait 6 365 habitants, en évolution de −0,28 % par rapport à 2016 (Ariège : +1,48 %, France hors Mayotte : +2,11 %).
| 2013  | 2018  | 2022  |
| ----- | ----- | ----- |
| 6 580 | 6 409 | 6 365 |